# Pandulfo I de Benevento

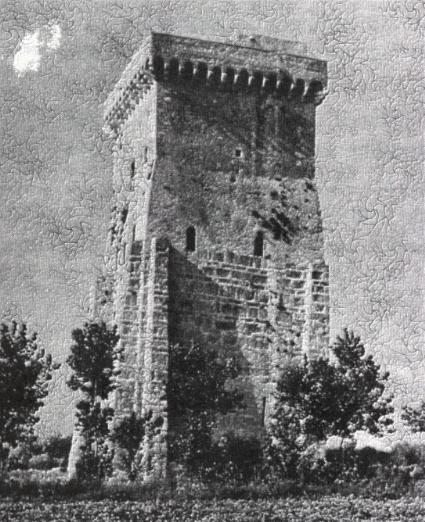
La torre de Capodiferro, en Garigliano

Pandulfo I, llamado Cabeza de hierro (Pandolfo Testaferrata o Capodiferro) ( ?-marzo 981) fue un noble lombardo, príncipe de Benevento y Capua de 943 a 981 y de Salerno a partir de 978.

## Biografía
Pandulfo I jugó un papel fundamental en las guerras contra bizantinos y árabes por el control del Mezzogiorno tras la desaparición de la hegemonía lombarda y carolingia al sur de la península. La muerte sorprendió a Pandulfo cuando su influencia se extendía por toda la Italia meridional, reconstituyendo por primera y última vez la unidad de la antigua Lombardía Menor
Pandulfo fue asociado al trono por su padre, Landulfo II de Benevento, en 943. A la muerte de éste en 969, Pandulfo y su hermano Landulfo se convierten en gobernantes de Benevento.
En el otoño de 966, el papa Juan XIII organiza una expedición formada por efectivos de Roma, Espoleto y Toscana contra los dos hermanos. Sin embargo, la intervención de Gisulfo I de Salerno dio su apoyo a los Pandulfo y Landulfo, y consiguió evitar el enfrentamiento. El Papa y Gisulfo firmaron un tratado de paz en Terracina en 968, año en que otro de los hermanos de Pandulfo fue nombrado obispo de Capua.
En 967, el emperador Otón I otorga el ducado de Spoleto a Pandulfo, que se convertirá en el gobernante único de Benevento y Capua tras el fallecimiento de su hermano. Landulfo dejaría dos hijos, Pandulfo y Landulfo, futuros príncipes de Benevento y Capua respectivamente. La Chronicum nos informa de que Pandulfo Cabeza de hierro tenuit principatum una cum suo germanus annos octo, reinó con su hermano durante ocho años. Tras la muerte de Landulfo, Pandulfo se apropió del patrimonio de sus sobrinos y se proclamó príncipe único, asociando al trono a su hijo Landulfo.
Al reinicio de los hostilidades entre Bizancio y el Imperio, Pandulfo se une a los imperiales y recibe el encargo de atacar Bari. Cae prisionero en la bataille de Bovino en 969. Es liberado algún tiempo después gracias al tratado por el que el emperador Juan Tzimisces entregaba en matrimonio a la princesa Teófano a Otón II. Durante su ausenci, el principado había sido administrado por el arzobispo Landulfo y por su hijo Landulfo con la ayuda de su madre, Aloara de Capua.
En 974 es destronado en Salerno Gisulfo I, el último de los Dauferidi durante una revuelta religiosa dirigida por Landulfo de Conza, primo de Pandulfo. Pandulfo restauró a Gisulfo en el trono como vasallo suyo y a su muerte sin herederos en torno a 977-978, Pandulfo se convirtió en príncipe de Salerno, unificando de hecho todos los territorios de la antigua Lombaría Menor, que se habían disgregado tras la Capitular de 851, firmada entre Siconulfo de Salerno y Radelchis I de Benevento a instancias del emperador Luis II el Joven.

## Sucesión
A la muerte de Pandulfo Cabeza de Hierro en marzo de 981 su patrimonio se reparte entre sus hijos, que se disputarán la herencia paternal durante largo tiempo. Según el testamento de Pandulfo, Landulfo recibiría Capua y Benevento y Pandulfo II sería nombrado príncipe de Salerno. El ducado de Espoleto volvió a manos del emperador Otón II, que se lo entrega a Trasimondo IV, duque de Camerino. La principalidad de Benevento y Capua, declarada solemnemente indivisible, es finalmente dividida en dos: Pandulfo, sobrino de Cabeza de Hierro, obtiene una parte de la herencia de Landulfo, y en los meses siguientes, el duque Manso de Amalfi despoja a Pandulfo II de Salerno, siendo programado príncipe por el emperador.